# Una familia con Ángel
Una familia con Ángel fue un programa de televisión transmitido de 1998 a 1999, basado en la serie norteamericana Who's the Boss?. Fue producido en conjunto por TV Azteca y Columbia Tri-Star Television, productora de Who's the Boss?, y transmitido en México por la primera, así cómo en Estados Unidos por Telemundo.
Produjo un total de 100 episodios, y aunque resultó ser un éxito modesto, fue cancelado a finales de 1999. La serie nunca tuvo un último episodio, el público nunca supo si Mariana y Ángel realmente tenían o no una relación amorosa, porque el programa fue cancelado después del primer año. 
Una familia con Ángel es considerada como la primera comedia de situación en México de un formato estadounidense.

## Personajes
- Mariana Torres (interpretada por Laura Luz): Una mujer profesional y trabajadora que está divorciada y tiene un hijo, Adrián; ella vive con su hijo y su madre en una zona muy elegante de la Ciudad de México, Mariana es una mujer de negocios muy importante, pero ella no tiene tiempo para cuidar de su hijo y su casa, por lo que necesitó contratar a alguien.

- Ángel Leal (interpretado por Daniel Martínez): un hombre humilde y que tiene una hija, Paulina. La esposa de Ángel murió hace seis años y está buscando un trabajo para dar una buena vida a su hija, se encuentra con Mariana Torres y trabaja con ella como su mayordomo.

- Mona Ríos (interpretada por Maritza Morgado): Ella es la mamá de Mariana, una mujer de mente abierta que quiera a su hija y le insiste en iniciar una nueva relación con Ángel, por eso trata de crear un ambiente romántico entre Ángel y Mariana durante toda la serie.

- Paulina (interpretada por Isabella Flores): Es la hija de Ángel, adolescente, siente a Adrián como su hermano menor.

- Adrián (interpretado por Erich Harrsch): Es hijo de Mariana Torres y hermano de Ana.

- Ana (interpretado por Paulina Gerzon): Es la hija de Mariana Torres, hermana de Adrián